# Цухау
Цухау (нем. Zuchau) — район города Барби в округе Зальцланд, в земле Саксония-Анхальт, в Германии. 
С 2005 года подчинялся управлению сообщества Эльбе-Зале, однако 1 января 2010 последнее было упразднено, и Цухау стал входить в состав города Барби.  Население составляет 312 человек (1 января 2020). Занимает площадь 10,46 км².